# Gnathobleda litigiosa
Gnathobleda litigiosa är en insektsart som beskrevs av Carl Stål 1859. Gnathobleda litigiosa ingår i släktet Gnathobleda och familjen rovskinnbaggar. Inga underarter finns listade i Catalogue of Life.